# Агатархид
Агатархид из Книда (стгрч. Αγαθαρχιδης Αγαθαρχιδης,окo 200. п. н. е., Книд — 140. п. н. е., Атина), историчар, географ, граматичар и перипатетички филозоф, познат по својим описима североисточне Африке, Персијског залива и Црвеног мора.

## Биографија
Фрагментарни подаци о Агатархидовој биографији познати су из његових аутобиографских белешки у сачуваним фрагментима његових дела, као и из кодекса 213 Фотијеве „Библиотеке“. Познато је да је Агатархид рођен у Книду (на западној обали модерне Турске) у сиромашној породици око 200. године п. н. е. и још млад се преселио у Египат.
У Египту је Агатархид привукао пажњу Кинија, дворјана и саветника Птоломеја VI. Кини, који је узео Агатархида под своју заштиту, упознао га је са другим краљевским поверљивим лицем - историчарем и дипломатом Хераклидом Лембом. Херкалид је узео Агатархида у службу свог личног секретара и читаоца, а касније га увео у круг локалних перипатетичких филозофа. Постепено је Агатархид стекао име за себе, постајући један од вођа интелектуалног живота Александрије, али 145. п. н. е. протерао га је нови краљ Птолемеј VIII, вероватно због подршке свом ривалу Птоломеју VII. Агатархид је очигледно провео остатак живота у Атини, где је завршио своје најпознатије дело „На Црвеном (Еритрејском) мору”. 
У његову част назван је кратер Агатархид на Месецу.

## Зборник радова
Према Фотију, Агатархид је иза себе оставио шест дела. Сачували су се само наслови три његове књиге - ово укључује епитоме песме аутора из 4. века п. н. е. Антимах Колофонски „Лидски“, књига о пријатељству и збирка извода истраживача природе и човека.
Више се зна о два фундаментална историјска дела Агатархида - десетотомној „Историји Азије“ и 49-томној „Историји Европе“, од којих је сачувано неколико одломака. Први је испитивао историју азијских царстава до краја међусобних ратова наследника Александра Великог почетком 3. века п. н. е., друга је била посвећена европској историји 3. и, вероватно, прве половине 2. века п. н. е. Упркос наслову, други том Историје Азије детаљно је испитао културу долине Нила, сумирао знања која постоје у птолемејском Египту о обичајима и друштвеним институцијама краљевства Куш и описао његову престоницу Мерое. Овај рад је дао и преглед идеја грчких аутора о узроцима поплава Нила. Иако оригинали ових дела нису сачувани, обимни изводи из њих налазе се у Историјској библиотеци Диодора Сикулског.
Најпознатије је последње Агатархидово дело, О Еритрејском мору у пет томова, специјализованије од претходна два, посвећено и историји и етнографији народа који насељавају јужни део екумене – насељеног света познатог грчким ауторима – као и географију овог краја. Велики део садржаја прве и пете књиге овог трактата пренет је у кодексу 250 Фотијеве библиотеке, одломци из пете књиге укључени су у Диодорову историјску библиотеку, а дело у целини коришћено је када је географ Артемидор из Ефеса писао сопствени трактат о Црвеном мору. Судећи по сачуваном садржају, прва четири тома дела изнела је, између осталог, историју грчког продора у горњи Нил и на територије јужно од Египта и Црвеног мора. Најбоље очувани том је пети том који садржи податке о историји и културној географији земаља са обе стране Црвеног мора. Аутор говори о ихтиофагима – рибарским народима афричке обале Црвеног мора, троглодитима – номадским сточарима који су насељавали брдске пределе и, вероватно, сродни са савременом Бејом, и краљевству Саба на територији савременог Јемена. Такође пружа кратке информације о примитивнијим племенима ловаца-сакупљача која живе у области између Нила и Црвеног мора, дивљини у региону, укључујући главне представнике животињског света, и рудницима злата у Доњој Нубији.
Агатархид, који сам није путовао овим крајевима света, саставио је своје књиге као састављач, користећи дела ранијих аутора – Ктезије и Ератостена – као и приче трговаца и путописне извештаје из краљевских архива Птолемеја. Ова околност га је у низу случајева довела до потпуног неразумевања коришћених извора – на пример, информације о шимпанзама су се претвориле у причу о дивљацима који живе на дрвећу; вештачка подела народа према основним намирницама, заснована на распрострањеној идеји међу перипатетичарима да је култура одређена интеракцијом човека са околином, могла би да искриви праву етничку слику. Међутим, обиље детаља у његовим делима чини их најсвеобухватнијим извором информација о историји и културној географији североисточне Африке све до појаве дела средњовековних арапских аутора, и многих каснијих античких аутора.
Многи аутори су користили његове податке у својим књигама, укључујући Страбонову Географију, Природну историју Плинија Старијег, Елијанову О природи животиња и Хелиодорову Аетхиопицу.